# Бранислав Шкембаревић
Бранислав Шкембаревић (Пећ, 8. септембар 1920 — Београд, 15. јануар 2003) био је учесник Народноослободилачке борбе и друштвено-политички радник СФР Југославије, СР Србије и САП Косова.

## Биографија
Рођен је 8. септембра 1920. године у Пећи. Завршио је гимназију са великом матуром. Члан Комунистичке партије Југославије постао је 1941. године. Исте године био је један од организатора устанка у свом крају. У току Народноослободилачке борбе био је на разним војним и политичким дужностима.
После рата вршио је многе друштвено-политичке функције:
- секретар Среског комитета у Пећи
- инструктор у Централном комитету СК Србије
- председник Идеолошке комисије Обласног комитета СК Србије за Космет
- председник Покрајинског одбора Социјалистичког савеза радног народа Србије за Косово и Метохију
- члан ЦК СК Србије и Покрајинског комитета СКС за Космет
- члан Савезне конференције ССРН Југославије
- члан Извршног одбора Републичке конференције ССРН Србије
- члан Централног комитета Савеза комуниста Југославије

Био је посланик Републичке скупштине Србије, посланик Просветно-културног већа Савезне скупштине, председник Комисије за представке притужбе Савезне скупштине и посланик Савезног већа Савезне скупштине од 1967. до 1969. године, у коме је био председник Одбора за просветно-културна питања. Од маја 1985. до маја 1986. године био је председник Председништва САП Косова. Био је у делегацији косовско-метохијских политичара коју је Јосип Броз Тито примио на Брионима 1966. уочи Брионског пленума на коме је смењен Александар Ранковић. Од српских политичара с Космета у њој је био још и Станоје Аксић.
Умро је 15. јануара 2003. године.
Носилац је Партизанске споменице 1941. и других југословенских одликовања.